# Musée de la Chapellerie du Somail
Le musée de la Chapellerie du Somail était situé sur la commune de Ginestas dans le département de l'Aude, ancien berceau de la chapellerie en France au bord du canal du Midi. Il a fermé en février 2013 à la suite du décès de son créateur.

## Description
Le musée a été créé en 1991 par Antoine Ramoneda, descendant de plusieurs générations de chapeliers ayant travaillé dans les usines de Ginestas depuis le XIXe siècle.
Antoine a passé une grande partie de sa vie pour rassembler une collection de chapeaux de toutes les régions. Il a su dénicher les pièces rares et uniques, partout en Europe et dans le Monde.
La collection comprenait 6 500 pièces de toutes les époques et de tous les styles, provenant de plus de 80 pays, représentant la période qui va de 1850 à nos jours. Le musée était constitué de toutes sortes de couvre-chef, traditionnels, militaires, religieux, de cérémonie, coiffes, casquettes, casques et coiffures d’armes, bonnets ecclésiastiques, folkloriques, historiques, ainsi que les Borsalino, Stetson et autres Panama, chaque pièce possédant son histoire.
La visite abordait aussi l'histoire contemporaine, les secrets de fabrication, la variété des matériaux utilisés (végétaux, animaux, minéraux), le guide évoque tous ces détails au fil du parcours. 
Le musée de la Chapellerie du Somail était considéré comme la plus grande chapellerie de Languedoc-Roussillon, et unique en Europe.
Le site pratiquait aussi la location de chapeaux pour des cérémonies à thèmes, lors de certaines manifestations.